# René Teulade
René Teulade, né le 17 juin 1931 à Monceaux-sur-Dordogne (Corrèze) et mort le 13 février 2014 à Paris 15e,, est un homme politique français, membre du Parti socialiste.

## Biographie

### Carrière administrative
Il commença sa carrière en tant qu'instituteur, notamment à Saint-Privat dans la Xaintrie. 
Membre du corps des personnels de direction de l'Éducation nationale, il a longtemps été militant puis responsable d'organismes professionnels et sociaux, il présida notamment aux destinées de la Fédération nationale de la mutualité française de 1979 à 1992, ainsi que la Mutuelle de retraite de la fonction publique (MRFP) qui gérait le complément de retraite de la fonction publique (CREF).
Président du Conseil économique, social et culturel du PS, il est nommé au Conseil économique, social et environnemental en 1998.

### Carrière politique

#### En Corrèze
René Teulade est maire d'Argentat de mars 1989 jusqu'à son décès. Il fut aussi président de la Communauté de communes du Pays d'Argentat.
Il est élu en 1992 conseiller général de la Corrèze. Aux côtés de François Hollande, il augmente l'influence de son parti dans la Corrèze[réf. nécessaire] jusqu'à ce qu'en mars 2008 le conseil général de la Corrèze bascule à gauche ; il en devient alors le premier vice-président. Il ne se représente pas dans le canton d'Argentat lors des élections de 2011.

#### Ministre
Sur proposition de François Mitterrand, il devient le ministre des affaires sociales et de l'intégration de 1992 à 1993 du Gouvernement Pierre Bérégovoy.

#### Au Sénat
En septembre 2008, lors des élections sénatoriales, il est second dans un « ticket » mené par la députée européenne Bernadette Bourzai. Ils battent les candidats de l'UMP et sont élus sénateurs de la Corrèze. Il siège au sein de la Commission des affaires sociales de la Haute assemblée et suit plus particulièrement des questions concernant la sécurité sociale et les retraites.

### Condamnation
Le 8 juin 2011, René Teulade est condamné à 18 mois de prison avec sursis et 5 000 euros d'amende pour abus de confiance par le tribunal correctionnel de Paris, dans le cadre de l'affaire de la Mutuelle retraite de la fonction publique (MRFP). Il fait appel de cette condamnation et la cour d'appel de Paris met en délibéré sa décision au 11 avril 2014. Son décès avant cette échéance éteint l'affaire pour ce qui le concerne.

### Décès
René Teulade meurt le 13 février 2014. La cérémonie a lieu à l'église d'Argentat, dans l'intimité familiale. Le président, François Hollande y assiste, ainsi qu'à l'inhumation de René Teulade au cimetière d'Argentat. Le 8 mai 2015 a lieu l'inauguration du « rond- point René-Teulade », les membres du conseil municipal et la famille de René Teulade participant à cette commémoration ainsi que la députée Sophie Dessus.